# Pasión
Pasión (hiszp. Río de la Pasión) – rzeka ciągnąca się przez niziny północnej Gwatemali. Zasilana jest przez szereg dopływów, których źródła znajdują się na wzgórzach Alta Verapaz. Płynie stamtąd na północ, następnie na zachód, przez miasto Sayaxché, łączy się z rzeką Chixoy i dalej znana jest jako Usumacinta, gdzie tworzy granicę między Meksykiem, a Gwatemalą. Wpada do Zatoki Meksykańskiej.
W dorzeczu rzeki znajduje się wiele stanowisk archeologicznych cywilizacji Majów, w tym: Dos Pilas, Tamarindito, Aguateca, Seibal, Cancuén i Machaquilá.
W 2015 roku w korycie rzeki odnotowano masową śmierć ryb i innych gatunków. Za katastrofę ekologiczną ma odpowiadać afrykańska firma palmowa Reforestadora de Palma del Petén, SA (REPSA), która posiada tam laguny oksydacyjne, do których zrzucane są odpady chemiczne i które mogły wylać się przez nadmiar wody nagromadzony z powodu opadów deszczu. Zanieczyszczenie rozprzestrzeniło się do 105 kilometrów.